# Cantó de Couptrain
El cantó de Couptrain és un cantó francès del departament del Mayenne, situat al districte de Mayenne. Té 9 municipis i el cap és Couptrain.

## Municipis
- Chevaigné-du-Maine
- Couptrain
- Javron-les-Chapelles
- Lignières-Orgères
- Madré
- Neuilly-le-Vendin
- La Pallu
- Saint-Aignan-de-Couptrain
- Saint-Calais-du-Désert

## Història
| Data d'elecció                           | Identitat       | Partit             | Qualitat |
| ---------------------------------------- | --------------- | ------------------ | -------- |
| 1945-1964                                | M. Morin        | MRP                |          |
| 1964-1982                                | M. Auriau       | RI, després UDF-PR |          |
| 1982-1986                                | Pierre Noal     | RPR                |          |
| 1986-2001                                | Dominique Rioux | RPR                |          |
| 2001-                                    | Jean Tonnellier | Divers droite      |          |
| les dades anteriors no són pas conegudes |                 |                    |          |
|                                          |                 |                    |          |

## Demografia
| A partir de 1990: Població sense dobles comptes |